# نسمة أبو شعيرة
نسمة أبو شعيرة (26 أبريل 1987 - 28 أكتوبر 2023) هي محاضرة أكاديمية وفنانة فلسطينية عملت مساعد رئيس قسم الفنون التشكيلية والتصميم الجرافيكي في جامعة الأقصى.

## سيرتها
ولدت نسمة عادل أبو شعيرة في قطاع غزة، التحقت بجامعة الأقصى وحصلت على شهادة الفنون التشكيلية وكانت من الأوائل في تخصصها، وخلال دراستها أصدرت مجلة ساخرة هى وعدد من أصدقائها تعبر عن يوميات الحياة بقطاع غزة بعنوان "بَرم" عام 2012، وبعد تخرجها عملت كمساعد رئيس قسم للفنون التشكيلية والتصميم الجرافيكي في ذات الجامعة.
استشهدت في 28 أكتوبر 2023 خلال ضربةٍ جوية نفذتها القوات الجوية الإسرائيلية على منزلها الكائن في مدينة غزة، وذلك خلال الرد الإسرائيلي على عملية طوفان الأقصى.

## مشاركاتها الفنية
شاركت أبو شعيرة في فعالية الذكرى السنوية الرابعة والثلاثين ليوم الأرض والتي دعت إليها وزارة الثقافة الفلسطينية عبر لوحة فنية لشجرة زيتون تصل جذورها في كل الكرة الأرضية ووضعت اللوحات المشاركة على الجدار الغربي لمقر السرايا الحكومي وسط مدينة غزة.
حصلت على المركز الثالث في مهرجان غزة الأول للفن التشكيلي المعاصر عام 2011.